# Euskal Bizikleta 2004
La Euskal Bizikleta 2004, trentacinquesima edizione della corsa, si svolse in cinque tappe dal 2 giugno al 6 giugno 2004, per un percorso totale di 703,7 km. Fu vinta dallo spagnolo Roberto Heras, che concluse la competizione in 18h07'31". La gara era classificata nella categoria 2.1.

## Tappe
| Tappa  | Data     | Percorso                     | km    | Vincitore di tappa       | Leader cl. generale      |
| ------ | -------- | ---------------------------- | ----- | ------------------------ | ------------------------ |
| 1ª     | 2 giugno | Eibar > Karrantza            | 164,4 | Miguel Martín Perdiguero | Miguel Martín Perdiguero |
| 2ª     | 3 giugno | Karrantza > Agurain          | 155,6 | Miguel Martín Perdiguero | Miguel Martín Perdiguero |
| 3ª     | 4 giugno | Agurain > Bidegoyan          | 154,1 | Ángel Vicioso            | Ángel Vicioso            |
| 4ª-1ª  | 5 giugno | Bidegoyan > Abadiño          | 82,5  | Dmitrij Konyšev          | Ángel Vicioso            |
| 4ª-2ª  | 6 giugno | Elorrio > Abadiño (cr. ind.) | 14,9  | Ángel Vicioso            | Ángel Vicioso            |
| 5ª     | 7 giugno | Abadiño > Arrate (Eibar)     | 132,2 | Roberto Laiseka          | Roberto Heras            |
| Totale | Totale   | Totale                       | 703,7 |                          |                          |

## Squadre e corridori partecipanti
Le 16 squadre partecipanti alla gara furono:
| N.    | Cod. | Squadra                    |
| ----- | ---- | -------------------------- |
| 1-8   | EUS  | Euskaltel-Euskadi          |
| 11-18 | ALM  | Costa de Almería-Paternina |
| 21-28 | BLB  | Brioches La Boulangère     |
| 31-38 | LAM  | Lampre                     |
| 41-48 | IBB  | Illes Balears-Banesto      |
| 52-57 | FAS  | Fassa Bortolo              |
| 61-68 | LST  | Liberty Seguros            |
| 71-77 | LPR  | LPR-Piacenza Management    |

| N.      | Cod. | Squadra                            |
| ------- | ---- | ---------------------------------- |
| 81-88   | BAQ  | Cafés Baqué                        |
| 91-98   | SDV  | Saunier Duval-Prodir               |
| 101-108 | MIL  | Milaneza-Maia                      |
| 111-118 | COF  | Cofidis, le Crédit par Téléphone   |
| 123-128 | KEL  | Comunidad Valenciana-Kelme         |
| 131-138 | REB  | Relax-Bodysol                      |
| 141-148 | VIN  | Vini Caldirola-Nobili Rubinetterie |
| 151-158 | A&S  | Acqua & Sapone-Caffè Mokambo       |

## Dettagli tappa per tappa

### 1ª tappa
- 2 giugno: Eibar > Karrantza – 164,4 km

Risultati
| Pos. | Corridore                | Squadra       | Tempo    |
| ---- | ------------------------ | ------------- | -------- |
| 1    | Miguel Martín Perdiguero | Saunier Duval | 4h15'13" |
| 2    | Ángel Vicioso            | Liberty Seg.  | s.t.     |
| 3    | Samuel Sánchez           | Euskaltel     | s.t.     |

| Pos. | Corridore                | Squadra       | Tempo    |
| ---- | ------------------------ | ------------- | -------- |
| 1    | Miguel Martín Perdiguero | Saunier Duval | 4h15'13" |
| 2    | Ángel Vicioso            | Liberty Seg.  | s.t.     |
| 3    | Samuel Sánchez           | Euskaltel     | s.t.     |

### 2ª tappa
- 3 giugno: Karrantza > Agurain – 155,6 km

Risultati
| Pos. | Corridore                | Squadra       | Tempo    |
| ---- | ------------------------ | ------------- | -------- |
| 1    | Miguel Martín Perdiguero | Saunier Duval | 3h49'53" |
| 2    | Ángel Vicioso            | Liberty Seg.  | s.t.     |
| 3    | José Alberto Martínez    | Relax         | s.t.     |

| Pos. | Corridore                | Squadra       | Tempo    |
| ---- | ------------------------ | ------------- | -------- |
| 1    | Miguel Martín Perdiguero | Saunier Duval | 8h05'06" |
| 2    | Ángel Vicioso            | Liberty Seg.  | s.t.     |
| 3    | José Alberto Martínez    | Relax         | s.t.     |

### 3ª tappa
- 4 giugno: Agurain > Bidegoian – 154,1 km

Risultati
| Pos. | Corridore     | Squadra      | Tempo    |
| ---- | ------------- | ------------ | -------- |
| 1    | Ángel Vicioso | Liberty Seg. | 4h07'31" |
| 2    | Roberto Heras | Liberty Seg. | s.t.     |
| 3    | Koldo Gil     | Liberty Seg. | s.t.     |

| Pos. | Corridore     | Squadra      | Tempo     |
| ---- | ------------- | ------------ | --------- |
| 1    | Ángel Vicioso | Liberty Seg. | 12h12'37" |
| 2    | Roberto Heras | Liberty Seg. | s.t.      |
| 3    | Koldo Gil     | Liberty Seg. | s.t.      |

### 4ª tappa-1ª semitappa
- 5 giugno: Bidegoian > Abadiño – 82,5 km

Risultati
| Pos. | Corridore                | Squadra       | Tempo    |
| ---- | ------------------------ | ------------- | -------- |
| 1    | Dmitrij Konyšev          | LPR-Piacenza  | 1h48'53" |
| 2    | Ion del Río              | Costa Almería | s.t.     |
| 3    | Miguel Martín Perdiguero | Saunier Duval | s.t.     |

| Pos. | Corridore     | Squadra      | Tempo     |
| ---- | ------------- | ------------ | --------- |
| 1    | Ángel Vicioso | Liberty Seg. | 14h01'30" |
| 2    | Roberto Heras | Liberty Seg. | s.t.      |
| 3    | Koldo Gil     | Liberty Seg. | s.t.      |

### 4ª tappa-2ª semitappa
- 5 giugno: Elorrio > Abadiño – 14,9 km

Risultati
| Pos. | Corridore        | Squadra       | Tempo  |
| ---- | ---------------- | ------------- | ------ |
| 1    | Ángel Vicioso    | Liberty Seg.  | 17'46" |
| 2    | Roberto Heras    | Liberty Seg.  | a 19"  |
| 3    | Sylvain Chavanel | La Boulangère | a 29"  |

| Pos. | Corridore     | Squadra      | Tempo     |
| ---- | ------------- | ------------ | --------- |
| 1    | Ángel Vicioso | Liberty Seg. | 14h19'16" |
| 2    | Roberto Heras | Liberty Seg. | a 19"     |
| 3    | Koldo Gil     | Liberty Seg. | a 1'01"   |

### 5ª tappa
- 6 giugno: Abadiño > Arrate (Eibar) – 132,2 km

Risultati
| Pos. | Corridore                | Squadra       | Tempo    |
| ---- | ------------------------ | ------------- | -------- |
| 1    | Roberto Laiseka          | Euskaltel     | 3h47'34" |
| 2    | Miguel Martín Perdiguero | Saunier Duval | a 22"    |
| 3    | Leonardo Piepoli         | Saunier Duval | s.t.     |

| Pos. | Corridore       | Squadra      | Tempo     |
| ---- | --------------- | ------------ | --------- |
| 1    | Roberto Heras   | Liberty Seg. | 18h07'31" |
| 2    | Roberto Laiseka | Euskaltel    | a 1'24"   |
| 3    | Samuel Sánchez  | Euskaltel    | a 1'36"   |

## Evoluzione delle classifiche
| Tappa              | Vincitore                | Classifica generale      | Classifica a punti       | Classifica scalatori | Classifica mete volanti | Classifica a squadre |
| ------------------ | ------------------------ | ------------------------ | ------------------------ | -------------------- | ----------------------- | -------------------- |
| 1ª                 | Miguel Martín Perdiguero | Miguel Martín Perdiguero | Miguel Martín Perdiguero | Luca Celli           | Luca Celli              | Liberty Seguros      |
| 2ª                 | Miguel Martín Perdiguero | Miguel Martín Perdiguero | Miguel Martín Perdiguero | Luca Celli           | Aitor Pérez             | Liberty Seguros      |
| 3ª                 | Ángel Vicioso            | Ángel Vicioso            | Ángel Vicioso            | Koldo Gil            | José Luis Arrieta       | Liberty Seguros      |
| 4ª-1ª              | Dmitrij Konyšev          | Ángel Vicioso            | Miguel Martín Perdiguero | Koldo Gil            | José Luis Arrieta       | Liberty Seguros      |
| 4ª-2ª              | Ángel Vicioso            | Ángel Vicioso            | Ángel Vicioso            | Koldo Gil            | José Luis Arrieta       | Liberty Seguros      |
| 5ª                 | Roberto Laiseka          | Roberto Heras            | Ángel Vicioso            | Eladio Jiménez       |                         | Liberty Seguros      |
| Classifiche finali | Classifiche finali       | Roberto Heras            | Ángel Vicioso            | Eladio Jiménez       | José Luis Arrieta       | Liberty Seguros      |

## Classifiche finali

### Classifica generale
| Pos. | Corridore                | Squadra       | Tempo     |
| ---- | ------------------------ | ------------- | --------- |
| 1    | Roberto Heras            | Liberty Seg.  | 18h07'31" |
| 2    | Roberto Laiseka          | Euskaltel     | a 1'24"   |
| 3    | Samuel Sánchez           | Euskaltel     | a 1'36"   |
| 4    | Koldo Gil                | Liberty Seg.  | a 1'40"   |
| 5    | Haimar Zubeldia          | Euskaltel     | a 1'47"   |
| 6    | Txema del Olmo           | Milaneza-Maia | a 1'54"   |
| 7    | Luis Pérez Rodríguez     | Cofidis       | a 2'00"   |
| 8    | Miguel Martín Perdiguero | Saunier Duval | a 2'10"   |
| 9    | Ángel Vicioso            | Liberty Seg.  | a 2'29"   |
| 10   | Leonardo Piepoli         | Saunier Duval | a 2'37"   |

### Classifica a punti
| Pos. | Corridore                | Squadra       | Punti |
| ---- | ------------------------ | ------------- | ----- |
| 1    | Ángel Vicioso            | Liberty Seg.  | 95    |
| 2    | Miguel Martín Perdiguero | Saunier Duval | 92    |
| 3    | Roberto Heras            | Liberty Seg.  | 73    |
| 4    | Samuel Sánchez           | Euskaltel     | 49    |
| 5    | José Alberto Martínez    | Relax         | 47    |

### Classifica scalatori
| Pos. | Corridore                | Squadra       | Punti |
| ---- | ------------------------ | ------------- | ----- |
| 1    | Eladio Jiménez           | C. Valenciana | 24    |
| 2    | Roberto Laiseka          | Euskaltel     | 22    |
| 3    | Miguel Martín Perdiguero | Saunier Duval | 22    |
| 4    | Koldo Gil                | Liberty Seg.  | 18    |
| 5    | Julián Sánchez           | Fassa Bortolo | 17    |

### Classifica mete volanti
| Pos. | Corridore         | Squadra       | Punti |
| ---- | ----------------- | ------------- | ----- |
| 1    | José Luis Arrieta | Illes Balears | 6     |
| 2    | Aitor Pérez       | C. Baqué      | 6     |
| 3    | Aitor Osa         | Illes Balears | 6     |
| 4    | Mikel Pradera     | Illes Balears | 5     |
| 5    | Carlos Barredo    | Liberty Seg.  | 17    |

### Classifica squadre
| Pos. | Squadra                          | Tempo     |
| ---- | -------------------------------- | --------- |
| 1    | Liberty Seguros                  | 54h26'11" |
| 2    | Euskaltel-Euskadi                | a 1'07"   |
| 3    | Costa de Almería-Paternina       | a 19'40"  |
| 4    | Saunier Duval-Prodir             | a 20'19"  |
| 5    | Cofidis, le Crédit par Téléphone | a 25'12"  |